# Kling.AI
Kling.AI ist eine von Kuaishou entwickelte generative künstliche Intelligenz, die auf die Erstellung von Videos aus Texteingaben spezialisiert ist (Text-zu-Video-Modell). Das Modell akzeptiert Textbeschreibungen, sogenannte Prompts, und generiert daraus kurze Videoclips in fotorealistischer Qualität, die den Beschreibungen der Nutzer entsprechen. Die Eingabeaufforderungen können sowohl künstlerische Stile und Fantasieszenarien als auch realistische Szenen umfassen.
Am 6. Juni 2024 wurde Kling.AI offiziell veröffentlicht. Es ist öffentlich und kostenlos zugänglich. Man kann in drei Minuten bis zu 2 Minuten lange Videos in hoher Qualität (1080p, 30fps) erstellen. 
Neben der Erstellung von Videos aus Texteingaben bietet Kling.AI die Möglichkeit, Videos zu erweitern oder Videos aus Bildern zu erstellen. Gewalttätige oder Hass verbreitende Inhalte werden ausgefiltert.
Anfangs war Kling.AI nur in China verfügbar. Mittlerweile ist der Dienst weltweit zugänglich – in chinesischer Sprache und schrittweise auch in Englisch. 
Voraussetzung für die Nutzung ist die Installation der App Kuaiying (KwaiCut) auf Mobiltelefonen mit Android- oder iOS-Betriebssystem.